# Kazani na rijeci Željeznici
Kazani su prirodni fenomen na rijeci Željeznici, pritoci Bosne. Nalaze se u kanjonu Željeznice u blizini Trnova, Bosna i Hercegovina.
Nastali su djelovanjem riječne vode koja je svojom energijom i nanosnim materijalom izdubila udubljenja u stjenovitoj podlozi koji se nazivaju kazanima ili loncima. Udubljenja su duboka između pola i jednog metra, a široka, najčešće, između 30 i 70 cm.
Geomorfološki su spomenik prirode.